# Info-ZIP
Info-ZIP (インフォ・ジップ) は、ZIPアーカイブを扱うためのオープンソースソフトウェアである。ZIPアーカイブの伸長とアーカイブ内のファイルの一覧の表示を行うUnZip、ZIPアーカイブの作成と編集を行うZip、WindowsとClassic Mac OS向けのGUIフロントエンドであるWiZとMacZipの4つのソフトウェアから構成されている。
Info-ZIPのUnZipとZipは、多くのOSに移植されており、UnZipのウェブページには、Hello worldとC-Kermitに次ぐ「世界で3番目に多く移植されたプログラム」であると記載されている。殆どのUnix系OSのunzipとzipは、Info-ZIPのUnZipとZipである。
zlibを含むInfo-ZIPの一部分は、Info-ZIP以外のファイルアーカイバやその他のプログラムでも利用されている。Info-ZIPの開発者の多くは、PNGやzlibなどのDeflateに関連するその他のプロジェクトにも携わっている。

## 特徴
UnZipには以下のユーティリティが含まれている。
ZipInfo
ZIPアーカイブとアーカイブ内のファイルについての情報を表示する。
fUnZip
標準入力からZIPアーカイブを読み込み、ZIPアーカイブの伸長を行う。
UnZipSFX
自己解凍形式のアーカイブを作成する。
Zipには以下のユーティリティが含まれている。
ZipNote
ZIPアーカイブのコメントの追加と削除を行う。
ZipSplit
ZIPアーカイブの分割を行う。
ZipCloak
ZIPアーカイブの暗号化と復号を行う。

## 歴史

### UnZip
1989年3月、UnZip 1.0がSamuel H. Smithによってリリースされた。C言語とPascalで書かれていた。
1989年6月、UnZip 2.0がSamuel H. Smithによってリリースされた。このバージョンからC言語だけで書かれるようになり、George SipeによってUNIX版が作成された。
1989年12月、UnZip 2.0aがCarl MascottとJohn Cowanによってリリースされた。
1990年3月、SIMTEL20にInfo-ZIPのメーリングリストが作成された。
1990年5月、UnZip 3.0がリリースされた。これはInfo-ZIPグループとしては最初の公開リリースである。
1990年12月、UnZip 4.0がリリースされた。このバージョンでは『中央ディレクトリ』のサポートが追加されている。
1992年8月、UnZip 5.0がリリースされた。PKZIP 1.9.3aで導入された新たなデータ圧縮アルゴリズムであるDeflateを完全にサポートした。DeflateはZIPアーカイブではデファクトスタンダードとなっているデータ圧縮アルゴリズムである。
2000年4月、UnZip 5.41がリリースされた。再ライセンスが行われ、以降のバージョンではInfo-ZIPライセンスの下で配布されている。
2002年2月、UnZip 5.50がリリースされた。Deflate64のサポートが追加された。
2009年4月、UnZip 6.0がリリースされた。ZIP64形式のZIPアーカイブとbzip2データ圧縮アルゴリズムのサポートが追加された。

### Zip
1992年8月、Zip 1.9がリリースされた。Deflateを完全にサポートした。DeflateはZIPアーカイブではデファクトスタンダードとなっているデータ圧縮アルゴリズムである。
2000年4月、Zip 2.3がリリースされた。再ライセンスが行われ、以降のバージョンではInfo-ZIPライセンスの下で配布されている。
2008年7月、Zip 3.0がリリースされた。ZIP64形式のZIPアーカイブ (65,536個以上のファイルに対応) とbzip2データ圧縮アルゴリズムのサポート、Unicode (UTF-8) ファイル名のサポートとコメントの部分的サポート、Unix系32ビットUID/GIDのサポート (伸長にはUnZip 6.0が必要) などが追加された。

### WiZ
1997年11月、WiZ 4.0がInfo-ZIPによってリリースされた。
2000年4月、WiZ 5.01がリリースされた。再ライセンスが行われ、以降のバージョンではInfo-ZIPライセンスの下で配布されている。

### MacZip
2000年7月、MacZip 1.05がリリースされた。再ライセンスが行われ、以降のバージョンではInfo-ZIPライセンスの下で配布されている。
2001年2月、MacZip 1.06がDirk Haaseによってリリースされた。